# Брукс, Дэвид (футболист)
Дэ́вид Ро́берт Брукс (англ. David Robert Brooks; родился 8 июля 1997, Уоррингтон, Англия) — профессиональный футболист, полузащитник английского клуба «Борнмут» и национальной сборной Уэльса. Родился и вырос в Англии, провёл пять матчей за сборную Англии до 20 лет, однако в 2017 году принял решение выступать за сборную Уэльса. После хорошо проведённого сезона 2017/18 в составе клуба «Шеффилд Юнайтед» в Чемпионшипе летом 2018 года перешёл «Борнмут», на тот момент выступавший в Премьер-лиге.

## Клубная карьера
С семи лет тренировался в юношеской академии английского клуба «Манчестер Сити». В 2014 году перешёл в академию клуба «Шеффилд Юнайтед», а в марте 2015 года подписал свой первый профессиональный контракт. В августе 2015 года перешёл в клуб Национальной лиги (пятого дивизиона в системе футбольных лиг Англии) «Галифакс Таун» на правах одномесячной аренды, после чего его аренда была продлена ещё на один месяц. За «Галифакс» он сыграл пять матчей и забил один мяч.
30 августа 2016 года дебютировал за «Шеффилд Юнайтед», выйдя на замену в матче Трофея Футбольной лиги против «Лестер Сити» на «Брэмолл Лейн».
27 октября 2017 года в матче против «Лидс Юнайтед» вышел на замену на 76-й минуте, а уже на 81-й забил победный гол «Шеффилд Юнайтед». Это был его первый официальный гол за «клинков».
В октябре 2017 года подписал с «Шеффилд Юнайтед» новый четырёхлетний контракт.
1 июля 2018 года Брукс перешёл в клуб Премьер-лиги «Борнмут» за 11,5 млн фунтов, подписав с клубом четырёхлетний контракт. Дебютировал за «Борнмут» 11 августа 2018 года в матче Премьер-лиги против «Кардифф Сити».

## Карьера в сборной
Брукс родился в Уоррингтоне, Чешир, и мог выступать как за Англию, где он родился, так и за Уэльс, где родилась его мать.
В мае 2017 года он получил вызов в сборную Уэльса по 20 лет на турнир в Тулоне. Однако отказался от участия в турнире в составе Уэльса и принял участие в нём в составе сборной Англии до 20 лет. Англия выиграла турнир, а Брукс забил гол в финале и получил награду лучшему игроку турнира.
В августе 2017 года был вызван в сборную Уэльса до 21 года. Дебютировал за команду 1 сентября 2017 года в матче против Швейцарии, забив второй гол за Уэльс.
28 сентября 2017 года был вызван в первую сборную Уэльса на матчи отборочного турнира чемпионата мира против Грузии и Ирландии.
10 ноября 2017 года дебютировал за сборную Уэльса, выйдя на замену в матче против сборной Франции.

## Личная жизнь
13 октября 2021 года Брукс заявил, что у него была диагностирована лимфома Ходжкина второй степени.